# Supeco

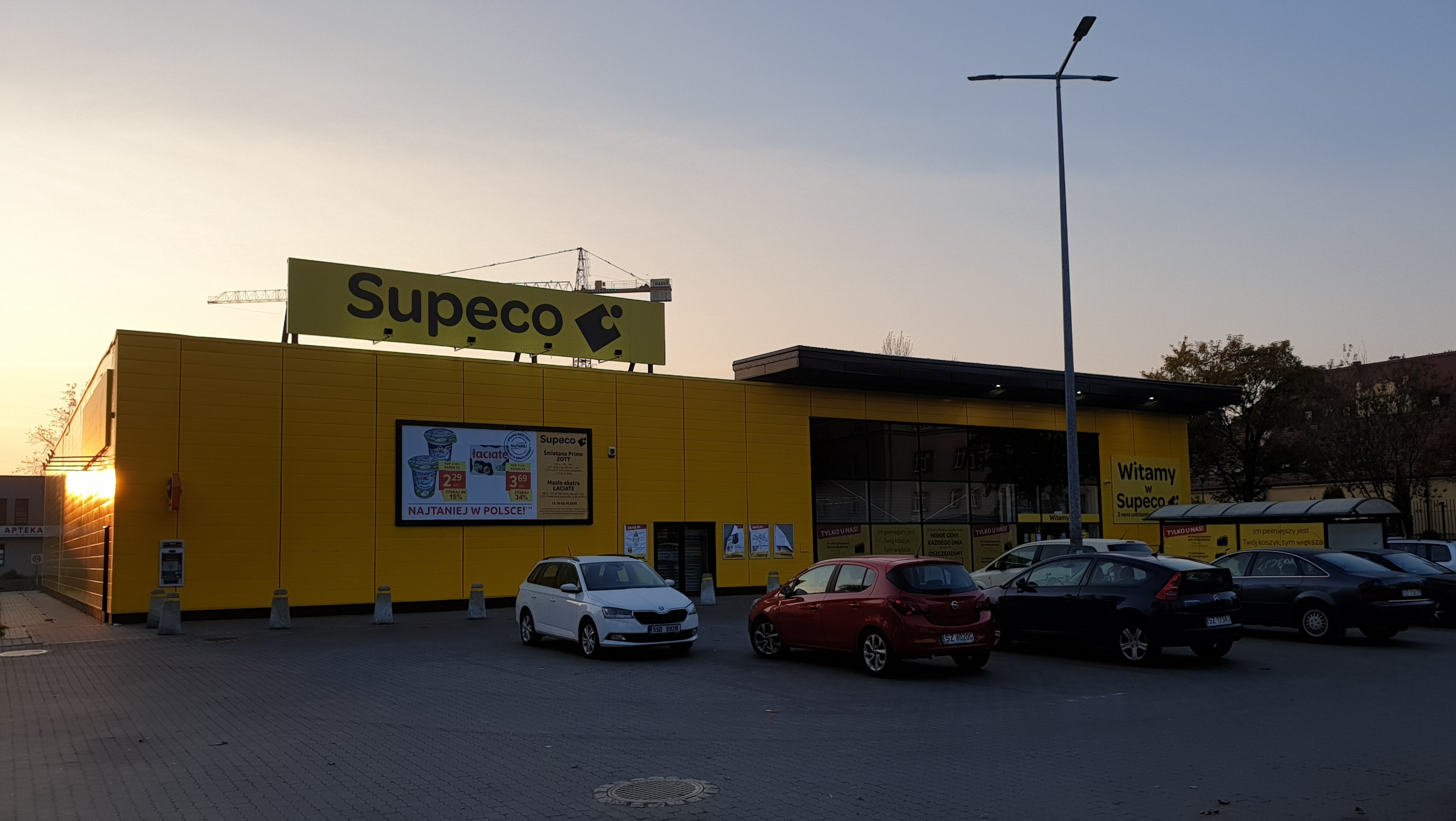
Już nieistniejący supermarket Supeco w Zabrzu (2020)

Supeco – sieć sklepów łączących cechy dyskontu i hurtowni cash & carry należąca do Carrefoura. Działa ona obecnie w Polsce, Hiszpanii, Brazylii, Włoszech, Rumunii i we Francji.

## Supeco w Polsce
Carrefour rozpoczął pilotaż sieci w 2016 roku, kiedy to otwarto sklep w Piekarach Śląskich. Sklepy te mają powierzchnię ok. 1200 m² i powstają w wyniku przekonwertowania sklepów Carrefour Market na sklepy Supeco.
Sklepy Supeco aktualnie znajdują się w Starogardzie Gdańskim, Jaworznie, Piekarach Śląskich, Tarnobrzegu, Gostyniu, Skarżysku-Kamiennej i Kraśniku.